# Osmia fervida
Osmia fervida är en biart som beskrevs av Smith 1853. Osmia fervida ingår i släktet murarbin, och familjen buksamlarbin. Inga underarter finns listade i Catalogue of Life.